# Coenosia argentifrons
Coenosia argentifrons är en tvåvingeart som först beskrevs av Malloch 1934.  Coenosia argentifrons ingår i släktet Coenosia och familjen husflugor. Inga underarter finns listade i Catalogue of Life.